# 메달 오브 아너 (2010년 비디오 게임)
메달 오브 아너(Medal of Honor, 통상명칭: Medal of Honor: Tier 1)는 데인저 클로즈에서 개발하고 일렉트로닉 아츠에서 발행한 1인칭 슈팅 게임 시리즈인 메달 오브 아너의 시리즈 리부트 작품이다. 2010년 10월 12일에 출시되었다. 아프가니스탄 전쟁을 주제로 한다.

## 게임플레이

### 싱글 플레이
메달오브아너 티어편은 9.11테러이후 아프가니스탄을 탈레반후원국으로 지정하고 테러와의 전쟁을 선포한 조지 W. 부시대통령때 대규모 미국정규군이 투입되어 탈레반정권을 무너뜨리고 탈레반세력을 완전히 뽑아버리기 위해 시행된
아나콘다 작전과 레드윙 작전을 배경으로 하면서 가상의 캐릭터들로 꾸며낸 싱글플레이지만 특히 그중에 더스티라는 가상 캐릭터는 실제 레드윙 작전에서 동료들을 구하기 위해 구조요청을 하기 위해 장렬히 희생하여 미국 최고의 훈장인 명예의훈장을 수여받은 마이클 머피대위를 모델로하여 엄청난 화제가 되었다.
특히 후반부의 진퇴양난 미션에서 네이비 실팀 4명이 중무장한 수백명의 탈레반한테 쫓기는 미션은 실제로 레드윙 작전에 있던 상황이었고 마지막 미션인 구조대 출동 미션도 2명의 네이비 실팀원을 구하러 가기위해 구조대 투입지점에서 습격당해 탈레반에 의해 치누크가 추락하는 장면도 당시 레드윙 작전에서 생존자 2명을 구출하기 위해 사고지점으로 가던 치누크 2대중 1대가 공격당해 추락한 상황을 배경이라고 할 수 있다.

### 멀티 플레이
메달 오브 아너의 멀티플레이 모드는 EA 디지털 일루션 CE(이하 DICE)에 의해 개발되었다. 소총병, 특수작전병, 저격수의 3개 클래스 기반이며 경험치수를 얻을때마다 등급이 오르고 부가 무기와 무기 엑세서리가 주어진다. 저격수 클래스로 시작해도 바로 망원 조준경은 지급되지 않고 플레이어가 3등급에 도달해야만 조준경이 풀린다.
2010년 10월 2일 DICE는 멀티플레이어 DLC를 출시했다, king-of-the-hill 스타일의 "Hot Zone" 모드와 홀로서기 스타일의 "Clean Sweep"이다.

## 마케팅 및 출시

### 논란
유저가 직접 탈레반이 되어 미군 세력을 사살할 수 있는 멀티 플레이 모드로 인해 국제적 논란의 대상이 되어 왔다. 실제로 미국 방송사 폭스TV는 아프가니스탄에서 아들을 잃은 부모가 출연하여 `자녀를 탈레반에게 잃은 부모들의 눈 앞에서 아직도 끝나지 않은 아프가니스탄 전쟁을 게임으로 플레이하는 행위는 있을 수 없다` 고 한탄하는 프로그램을 방영하였으며, 영국 국방부 장관 리암 폭스는 영국 내 게임 판매상에게 `MOH`를 판매하지 말아달라고 언급했다. 결국 논란이 일그러지자 탈레반 표기를 삭제하고 수정하였다.

## 평가
| 평가 |                                        |
| --- | -------------------------------------- |
| 통합 점수 통합사 점수 게임랭킹스 (PS3) 74.97% [ 1 ] (X360) 73.11% [ 2 ] (PC) 70.82% [ 3 ] 메타크리틱 (PS3) 75/100 [ 4 ] (X360) 74/100 [ 5 ] (PC) 72/100 [ 6 ] 평론 점수 평론사 점수 1UP.com B [ 7 ] 에지 7/10 [ 8 ] 유로게이머 8/10 [ 9 ] 게임 인포머 7/10 [ 10 ] 게임스팟 7.5/10 [ 11 ] IGN 6/10 (PS3 & X360) [ 12 ] [ 13 ] 6.5/10 (PC) [ 14 ] Joystiq [ 15 ] TheSixthAxis 8/10 [ 16 ] |                                        |
| 통합 점수 |                                        |
| 통합사 | 점수                                   |
| 게임랭킹스 | (PS3) 74.97% (X360) 73.11% (PC) 70.82% |
| 메타크리틱 | (PS3) 75/100 (X360) 74/100 (PC) 72/100 |
| 평론 점수 |                                        |
| 평론사 | 점수                                   |
| 1UP.com | B                                      |
| 에지 | 7/10                                   |
| 유로게이머 | 8/10                                   |
| 게임 인포머 | 7/10                                   |
| 게임스팟 | 7.5/10                                 |
| IGN | 6/10 (PS3 & X360) 6.5/10 (PC)          |
| Joystiq | [ 15 ]                                 |
| TheSixthAxis | 8/10                                   |